# آدریان لین
آدریان لین (به انگلیسی: Adrian Lyne) (زاده ۴ مارس ۱۹۴۱) کارگردان، تهیه‌کننده و نویسنده انگلیسی است که برای فیلم‌هایی مثل جذابیت مرگبار (۱۹۸۷)، نردبان جیکوب (۱۹۹۰) و پیشنهاد بی‌شرمانه (۱۹۹۳) مشهور است.

## فیلم‌شناسی
- فلش‌دنس (۱۹۸۳)
- نه و نیم هفته (۱۹۸۶)
- جذابیت مرگبار (۱۹۸۷)
- نردبان جیکوب (۱۹۹۰)
- پیشنهاد بی‌شرمانه (۱۹۹۳)
- لولیتا (۱۹۹۷)
- بی‌وفا (۲۰۰۲)